# Кугунур (Звениговский район)
 Кугунур  — деревня в Звениговском районе Республики Марий Эл. Входит в состав Шелангерского сельского поселения.

## География
Находится в южной части республики Марий Эл на расстоянии приблизительно 26 км по прямой на север-северо-восток от районного центра города Звенигово.

## История
Основана в 1930-е годы как выселок на землях крестьян деревни Малая Кужмара. В 1939 году в деревне проживали 67 человек, в 1990 году здесь насчитывалось 43 дома. В советское время работали колхоз «Кугунур» и подсобное хозяйство Красногорского завода «Электродвигатель».

## Население
Население составляло 108 человек (мари 97 %) в 2002 году, 91 в 2010.

## Известные уроженцы
Васильев Анатолий Алексеевич (1939—2004) — советский государственный и хозяйственный деятель. Председатель колхозов «Россия» (1972—1973), имени В. Ульянова (1976—1979), директор совхозов «Кожласолинский» (1973—1976, 1979—1982) и «Прогресс» (1982—1986) Звениговского района Марийской АССР. Депутат Верховного Совета СССР 8-го созыва (1970—1974).